# Ozark Ike
Ozark Ike è il protagonista dell'omonima striscia a fumetti creata da Ray Gotto. Fu creata da Gotto durante il suo servizio in marina nella Seconda guerra mondiale. Protagonista della serie è il giocatore di baseball Ozark Ike McBatt, liberamente ispirato all'atleta Dizzy Dean.
Distribuita dalla King Features Syndicate, al picco della sua popolarità arrivò ad essere pubblicata contemporaneamente su circa 250 quotidiani. Gotto abbandonò la serie nel 1954 per dedicarsi ad un'altra serie sul baseball, Cotton Woods, e la striscia fu continuata da Bill Lignante e George Olesen fino al 1959.
La maggior parte delle strisce del periodo 1945-1950 furono raccolte in una serie di volumi pubblicati dalla Nedor Comics. Benché dimenticata, è considerata la striscia a fumetti dedicata al baseball di maggior successo della storia.